# De onbekende planeet
De onbekende planeet is het veertiende verhaal uit de reeks Dag en Heidi.  Het werd in 1980 uitgegeven door de Standaard Uitgeverij als derde album uit een reeks van zestien. 
De Gulden Engel gaf in de jaren 80 enkele albums van Standaard Uitgeverij opnieuw uit. Er verschenen twee albums van deze stripreeks. Op de achterflap van het twee album (Heidi in gevaar) staat dat dit verhaal gepland was, maar het is nooit verschenen.

## Personages
- Dag
- Heidi
- Inga
- kapitein Sven
- Sebo
- Alex
- Bob Devoor
- Juta
- Peter Klamp

## Verhaal
In dit verhaal worden Dag, Heidi, Inga en hun vader/oom Sven ontvoerd door robots en via een ruimteschip naar een andere planeet gebracht. De inwoners lijken op mensen, maar zijn kleiner van gestalte en hebben allen lang haar. Het viertal wordt voor hun leider Sebo geleid. Deze vertelt Sven dat hij is uitverkoren om de aarde te veroveren. Hoewel Sven hier niets voor voelt, beseft hij dat hij niet meteen een andere keus heeft.
Hij wordt bij een wetenschapper gebracht die speciaal om kapitein Sven had verzocht om hem te assisteren. De wetenschapper heet Alex en blijkt een jeugdvriend van Sven te zijn. Hij had samen met zijn assistent Bob Devoor een ruimteschip en robots gebouwd die het tuig kunnen besturen. Ze ontdekten de onbekende planeet waar ze gedwongen werden om hen te helpen een plan te ontwikkelen om de aarde te veroveren. Alex voelt er echter ook niets voor om dit plan uit te voeren. Hij wil daarom samen met Sven een plan bedenken om te ontsnappen met het ruimteschip.
Ze worden echter tegengewerkt door Bob Devoor die wel loyaal is aan de planeetbewoners. De kinderen raken bevriend met Juta, de dochter van Sebo, die hen de mooiste plekjes toont. Bij een meer ontmoeten ze Peter Klamp die een onverwachte bondgenoot zal worden. Hij blijkt een aantal andere uitvindingen te hebben gedaan die van pas kunnen komen. Omdat hij echter evenmin nog langer wil werken voor Sebo leeft hij in ballingschap.
De kinderen, Sven, Alex en Peter slaan de handen in elkaar en slagen er in om de plannen van Devoor te vernietigen en met het ruimteschip te ontsnappen. Onder instructies van Alex brengen de robots hen weer naar de aarde. Via de aanwijzingen van Sven landen ze in zee. Voor ze via een roeiboot ontsnappen, vernietigt Alex de robots en laat het ruimteschip zinken. Hij is immers tot de conclusie gekomen dat de wereld nog niet klaar is voor deze uitvindingen.